# Angelo und Luzy
Angelo und Luzy ist eine deutsche Fernsehserie des ZDF von 1984 in 6 Folgen mit Iris Berben (Luzy) und Rolf Zacher (Angelo) in den Hauptrollen.

## Handlung
Als Abgesandte des Teufels versucht Luzy, die Menschen zu verderben, der Engel Angelo hingegen kämpft für das Gute im Menschen. Zwar kommen sich beide dabei immer wieder in die Quere, fühlen sich aber dennoch zueinander hingezogen.

## Episoden
Sendereihenfolge der 6 Episoden:
- 1. Bei Scheidung Mord
- 2. Teufelsweib
- 3. Alle Engel mogeln
- 4. Sag die Wahrheit, Engel
- 5. Der Betrug der alten Dame
- 6. Der Feuerteufel